# Praksitel
Praksitel (grško Πραξιτέλης, etimologija: "tisti, ki konča svoja dela") Atenski, sin kiparja Kefizodota, je bil najbolj priznan kipar v 4. stoletju pred našim štetjem. Bil je prvi, ki je naredil kip gole ženske v naravni velikosti. Medtem ko ni mogoče z gotovostjo pripisati kipov Praksitelu, so ohranjene številne kopije njegovih del; več avtorjev, vključno Plinij starejši, je opisalo njegova dela, so tudi kovanci z vrezanimi podobami njegovih različnih znanih kiparskih del.
Domnevni odnos med Praksitelom in njegovim lepim modelom tespijske (Tespije – polis v antični Grčiji) kurtizane Frine je navdihnil umetnike v slikarstvu (Jean-Léon Gérôme), komični operi (Camille Saint-Saëns) in gledališču senc (Maurice Donnay).
Nekateri pisci so trdili, da sta bila dva kiparja z imenom Praksitel. Eden je bil sodobnik Fidije, drugi njegov bolj znani vnuk. Čeprav je ponavljanje istega imena v vsaki drugi generaciji v Grčiji pogosta, ni dokazov za take trditve.

## Datacija
Točnih datumov o Praksitelu ne poznamo, vendar verjetno ni več deloval v času Aleksandra Velikega, saj manjkajo dokazi, da ga je Aleksander zaposlil, kar bi verjetno zapisal. Plinijev datum, 364 pred našim štetjem, je verjetno po enem njegovih najvidnejših del.
Teme, ki jih je Praksitel izbiral, so bili ljudje ali manj stara in spodobna božanstva, kot so Apolon, Hermes in Afrodita namesto Zevsa, Pozejdona ali Temide.
Praksitel in njegova šola sta delala skoraj v celoti iz marmorja. V tistem času so bili kamnolomi marmorja v Parosu v odličnem stanju; ni bilo boljšega marmorja od tistega, iz katerega je Hermes iz Olimpije. Nekatere Praksitelove kipe je obarval slikar Nikij in po mnenju kiparja so s tem močno pridobili.

### Hermes in otrok Dioniz
Leta 1911 je Enciklopedija Britannica ugotovila, da je "naše znanje o Praksitelu dobilo odličen dodatek na zadovoljivi podlagi z odkritjem njegovega kipa Hermes z otrokom Dionizom v Olimpiji leta 1877, kip, ki je postal znan po vsem svetu".  Poznejša mnenja so bila različna in zaradi ocene kiparja Aristida Maillola, ki je izjavil: "To je kič, to je grozljivo, to je izklesano iz mila iz Marseilla," dela niso bila cenjena. Leta 1948 je Carl Blümel v monografiji Praksitelov Hermes objavil  mnenje, ki je bilo nasprotno od njegovega prejšnjega (1927), ko je trdil, da je bila najdena rimska kopija, ki ni iz 4. stoletja, zdaj se sklicuje na helenističnega kiparja, mlajšega Praksitela iz Pergamona. 
Kip je bil najden tam, kjer ga je v poznem 2. stoletju našega štetja videl Pavzanias.  Hermes je prikazan kot akt, ki nese otroka Dioniza Nimfam, ki so bile odgovorne za njegovo vzgojo. Dvignjena desna roka manjka. Waldstein je leta 1882 ugotovil, da Hermes gleda mimo otroka, kar je "popolnoma in najbolj očiten zunanji znak notranjih sanj".  Kip je danes razstavljen v Arheološkem muzeju v Olimpiji.
Nasprotujoči si argumenti so bili, da je kip rimska kopija.  Drugi so poskušali dokazati izvor kipa na podlagi nedokončanega hrbta, videza draperije in uporabljene tehnike z vrtanjem las; vendar pa se znanstveniki ne morejo dokončno opredeliti, ker so izjeme v rimskem in grškem kiparstvu.

### Apolon Sauroktonos
Druga dela, za katera se zdi, da so kopije Praksitelovih kipov, izražajo isto milino in nedoločljiv šarm kot Hermes in otrok Dioniz. Med najopaznejšimi med njimi so Apolon Sauroktonos ali "Apolon, ki ubija kuščarja". Upodablja mladeniča, naslonjenega na drevo, ki leno namerja s puščico na kuščarja. Znanih je več rimskih kopij iz 1. stoletja, tudi tiste v muzeju Louvre, Vatikanskem muzeju in Narodnem muzeju v Liverpoolu.
Tudi Afrodita iz Knida v Vatikanskih muzejih je kopija kipa, ki ga je Praksitel izdelal za Knidčane, ki so ga prodali kralju Nikomedu v zameno za odpustitev precejšnjega dolga (Plinij).
22. junija 2004 je Clevelandski muzej umetnosti (CMA) napovedal nakup antičnega bronastega kipa Apolona Sauroktonosa. Trdili so, da je edino skoraj v celoti izvirno Praksitelovo delo, čeprav bodo datacijo in pripisovanje kipa še naprej raziskovali. Delo so nameravali vključiti na Praksitelovo razstavo leta 2007, ki jo je priredil muzej Louvre v Parizu, toda pod pritiskom Grčije, ki je izpodbijala izvor dela in pravno lastništvo, so ga Francozi izključili z razstave.

### Likijski Apolon
Likijskega Apolona, Apolona, naslonjenega ob drevesu, običajno pripisujejo Praksitelu. Kaže boga, ki počiva, naslonjen (na drevo ali trinožnik), njegova desna roka se dotika vrha glave, lasje so spleteni v kite na vrhu glave, frizura je otroška. Imenuje se "likijski", a ne po Likiji, ampak po  izgubljenem delu, ki ga je opisal Lucijan,  in naj bi bil razstavljen v liceju, enem od gimnazijev v Atenah.

### Kapitolski Satir
Počivajoči Satir na Kapitolu v Rimu pogosto velja za kopijo enega od Praksitelovih Satirov, vendar ga ni mogoče prepoznati na seznamu njegovih del. Poleg tega je slog težek in slab; veliko boljša replika je doprsni kip v Louvru. Odnos in narava dela kažeta Praksitelovo šolo.

### Leto, Apolon in Artemida
Izkopavanja pri Mantineji v Arkadiji so razkrila bazo skupine Leto, Apolon in Artemida, ki jo je izdelal Praksitel. Nedvomno ni delo samega kiparja, ampak enega od njegovih pomočnikov. Kljub temu je prijetna in zgodovinsko dragocena. Pavzanias (viii. 9, I) tako opisuje bazo: "na bazi, ki podpira kipe, so Muze in satir Marsias, ki igrajo flavte (aulos - auloi)". Tri plošče, ki so se ohranile, predstavljajo Apolona, Marsiasa, sužnja in šest Muz, preostale tri plošče so izginile.

### Leconfieldska glava
Za Leconfieldsko glavo (glava Afrodite iz Knida, vključena na razstavo leta 2007 v Louvru)  v Red Room, Petworth House, West Sussex, Velika Britanija, Adolf Furtwängler trdi , da je dejansko delo Praksitela, kar utemeljuje s slogom in notranjo kakovostjo. Leconfieldsko glavo, ki  je temelj grških starin v Petworthu,  je verjetno kupil Gavin Hamilton v Rimu leta 1755.

### Aberdeenska glava
Aberdeensko glavo ali Hermesa ali mladostnega Herakleja v Britanskem muzeju povezujejo s Praksitelom, saj presenetljivo spominja na Hermesa iz Olimpije. 

### Afrodita iz Knida
Afrodita iz Knida (Frina) je bil Praksitelov najbolj znan kip. To je bilo prvič, da je bila upodobljena gola ženska v polnem obsegu. Njen sloves je bil velik, tako da je bila ovekovečena v lirskem epigramu:
Paris me je videl golo,
Adonis in Anhis,
samo jaz sem vedela za vse tri.
Kje je kipar videl mene?

### Artemida iz Antikire
Po Pavzaniasu je kip Artemide naredil Praksitel za tempelj v Antikiri v Fokidi.  Videz kipa, ki je predstavljala boginjo z baklo in lokom v rokah in psom ob nogah, je znan iz 2. stoletja pred našim štetjem z bronaste medalje mesta. 

### Negotovo avtorstvo
Vitruvij (vii, praef. 13) navaja Praksitela kot umetnika na mavzoleju v Halikarnasu (Mavzolova grobnica) in Strabon (XIV, 23, 51) mu pripisuje celo reliefno dekoracijo Artemidinega templja v Efezu. To pogosto velja za dvomljivo. 

### Rimske kopije
Poleg teh del, povezanih s Praksitelom, je po opisih antičnih pisateljev še veliko kopij iz rimske dobe, kipi Hermesa, Dioniza, Afrodite, Satira in Nimf in podobno, v katerih je mogoče razbrati raznovrsten izraz Praksitelovega sloga.